# Új név a régi ház falán
Az Új név a régi ház falán című dal képviselte Magyarországot az 1995-ös Eurovíziós Dalfesztiválon. A dalt Szigeti Csaba adta elő magyar nyelven.
A dalt Balázs Fecó szerezte, a szöveget pedig Horváth Attila írta hozzá. A dal egy ballada, melyben az énekes arról énekel, hogy találkozni akart egy régi barátjával, de házába már új lakók költöztek.
A május 13-i döntőben a fellépési sorrendben tizenharmadikként adták elő, a Franciaországot képviselő Nathalie Santamaria Il me donne rendez-vous című dala után, és a Belgiumot képviselő Frédéric Etherlinck La voix est libre című dala előtt. A szavazás során három pontot szerzett, mely a huszonkettedik, utolsó előtti helyet érte a huszonhárom fős mezőnyben.
1996-ban rendhagyó módon egy audio előválogatót rendeztek, ahol Delhusa Gjon Fortuna című dalával nem tudta kivívni a továbbjutást, és emiatt Magyarország nem vehetett részt. Így a következő magyar induló a V.I.P. együttes Miért kell, hogy elmenj? című dala volt az 1997-es Eurovíziós Dalfesztiválon.

## Külső hivatkozások
- A dal szövege
- YouTube videó: Az Új név a régi ház falán  című dal előadása a dublini döntőben